# ملابس جاهزة (فلم)
ملابس جاهزة (بالفرنسية: Prêt-à-Porter) هو فيلم كوميدي تم إنتاجه في الولايات المتحدة وصدر في سنة 1994. الفيلم من إخراج روبرت ألتمان وكتابة روبرت ألتمان. من بطولة مارسيلو ماستروياني وصوفيا لورين وانوك ايمي وجوليا روبرتس وتيم روبنز.

## الميزانية والإيرادات
حقق إيرادات تقدر بـ 11,300,653 دولار.

## وصلات خارجية
- مقالات تستعمل روابط فنية بلا صلة مع ويكي بيانات